# Edmond Saglio

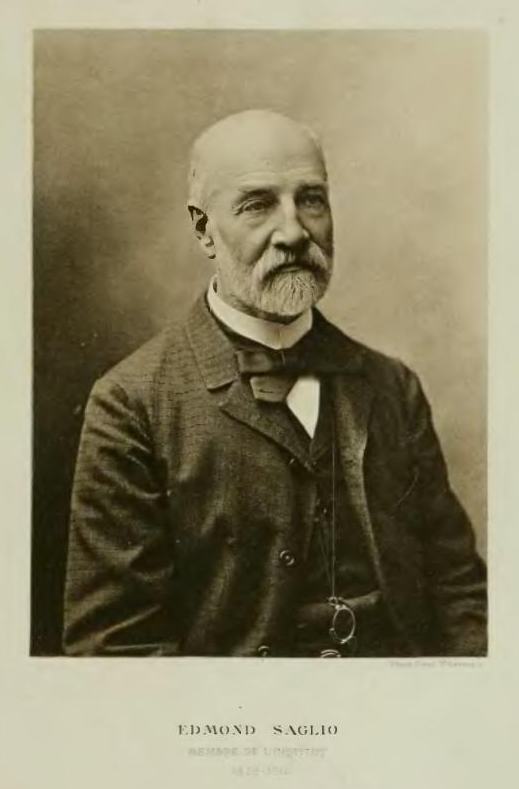
Edmond Saglio

Edmond Saglio (geboren am 9. Juni 1828 in Paris; gestorben am 7. Dezember 1911 ebenda) war ein französischer Kunsthistoriker und Klassischer Archäologe sowie Museumsleiter.

## Leben

### Antiquar
Edmond Saglio entstammt einer ursprünglich italienischen Familie, die sich 1715 im Elsass niedergelassen hatte. Sein Vater Charles Joseph André Saglio (1799–1862) hatte mit einem seiner Brüder, dem Landschaftsmaler Camille Saglio, die Zuckerraffinerien von Ingouville und Harfleur bei Le Havre geführt, bevor er nach Paris zog. Er war mit Joséphine Paravey verheiratet. Seine erste Schulausbildung erhielt Edmond Saglio am berühmten Collège Sainte-Barbe. Nachdem sich das wirtschaftliche Glück seines Vaters gewendet hatte, studierte Edmond Jura. Nach der Licence arbeitete er zunächst für das französische Justizministerium, ließ sich unter dem Eindruck der dort zu verrichtenden monotonen Arbeiten dann aber für kurze Zeit als freier Anwalt nieder. In dieser Zeit freundete er sich mit dem Maler Alfred de Curzon (1820–1895) an, mit dem gemeinsam er Museen und Bibliotheken besuchte. Alfred de Curzon heiratete 1860 Edmond Saglios Cousine Amélie Saglio (1838–1889).
Statt das Doktorat in Jura anzustreben, wandte sich Edmond Saglio der Kunstgeschichte und Archäologie zu und ging an die École nationale des chartes, wo er unter der Anleitung von Jules Quicherat (1814–1882) sich zu einem erstklassigen Kunsthistoriker und Kunstkritiker entwickelte. Es begann die Zeit, in der er zahlreiche Beiträge für das Magasin pittoresque, dann die Gazette des Beaux Arts und das Bulletin de la Société des Antiquaires de France beisteuerte.
Der Besuch einer Antiquitätenausstellung in Rouen im Jahr 1861 war Anlass, seinen ersten Artikel für das Journal des débats zu schreiben und sich zunehmend antiquarischen Studien zuzuwenden. Sein Interesse galt hierbei nicht nur der großen Kunst, sondern auch den Gegenständen der Klein- und Alltagskunst: Schmuck, Möbeln, Gläsern und Stoffen. Regelmäßig besuchte er den Louvre, an dem er in Kontakt mit dem Kurator Alfred Darcel (1818–1893) trat. Als 1862 die von Napoleon III. erworbene, mehr als 10.000 Objekte umfassende Sammlung des italienischen Unternehmers Giampietro Campana in Paris ankam, machte Edmond Saglio diese der Öffentlichkeit in einem Beitrag für das Journal des débats bekannt. Zudem war er an der Ordnung des ungeheuren Sammlungsbestandes für das Musée Napoléon III beteiligt.

### Dictionnaire des Antiquités Grecques et Romaines
Im Jahr 1865 traf Edmond Saglio in Charles Daremberg auf einen Mann, dessen Vision von einem Dictionnaire des Antiquités Grecques et Romaines für den Rest seines Lebens bestimmend werden sollte. Enttäuscht, dass es kein der deutschen Real-Encyclopädie der classischen Alterthumswissenschaft oder dem englischen Dictionary of Greek and Roman Antiquities vergleichbares, französisches Nachschlagewerk gab, konzipierte Charles Daremberg 1857 sein Vorhaben. Selbst wegen vielfältiger anderer Verpflichtungen außerstande, die gesamten Manuskripte zu redigieren, konnte er Edmond Saglio für diese Aufgabe gewinnen. Dieser wiederum konnte Charles Daremberg davon überzeugen, sich bei dem Vorhaben ganz auf die griechisch-römische Antike zu konzentrieren, während Darembergs ursprüngliche Vision auch die jüdischen, orientalischen, christlichen und barbarischen Altertümer umfassen sollte. Nun konnten erste Autoren gebeten werden, ihre Beiträge einzureichen. Bereits 1869 wurden Andrucke in Auftrag gegeben.
Der Deutsch-Französische Krieg 1870/71 und die sich hieraus ergebenden Änderungen der Rahmenbedingungen zwangen jedoch zu Justierungen für die weitere Umsetzung des Dictionnaire. Im Jahr 1872 wurde ein neuer Vertrag mit dem Verlag Hachette über den Druck geschlossen, der Edmond Saglio im Fall des Todes von Charles Daremberg, der noch im gleich Jahr eintreten sollte, die Leitung des Unternehmens sicherte. Von 1873 bis 1884 war nun Edmond Saglio allein für das Vorhaben verantwortlich und fand nur mit Mühe eine ausreichende Anzahl qualifizierter Autoren, die Beiträge beisteuern konnten. Auf der Suche nach jungen Gelehrten reiste er 1874 zum ersten Mal nach Rom, dessen Kunst- und Altertumssammlungen bei ihm einen nachhaltigen Eindruck hinterließen. Im Jahr 1877 konnte der erste von zehn Teilbänden erscheinen. Im 1887 veröffentlichten zweiten Teilband publizierte Edmond Saglio unter dem die antike Toreutik abhandelnden Lemma caelatura einen seiner wenigen eigenen Beiträge zum Dictionnaire. Mit Edmond Pottier gewann er 1884 einen Mitstreiter und Mitherausgeber des Dictionnaire, mit dem er sich bis zu seinem Tod in die Arbeit teilen konnte und der das Vorhaben 1915 – vier Jahre nach Saglios Tod – mit Erscheinen des letzten Teilbandes zu einem Ende bringen sollte.
Im Jahr 1879 wurde Edmond Saglio als Nachfolger von Alfred Darcel Konservator für die Kunst des Mittelalters und der Renaissance am Louvre, 1893 übernahm er die Direktion des auf mittelalterliche Kunst spezialisierten Musée de Cluny.

## Ehrungen und Mitgliedschaften
Die Société des antiquaires de France wählte ihn 1875 zu ihrem Mitglied, 1888 wurde er ihr Präsident, 1900 ihr Ehrenmitglied. Die Académie des Inscriptions et Belles-Lettres nahm ihn 1887 als Mitglied auf. Das Comité des travaux historiques et scientifiques ernannte ihn 1897 zum Mitglied und wählte ihn 1898 zu seinem Vizepräsidenten. Edmond Saglio war Offizier der Ehrenlegion.

## Publikationen (Auswahl)
- mit Charles Daremberg: Dictionnaire des Antiquités grecques et romaines d’après les textes et les monuments contenant l’explication des termes qui se rapportent aux mœurs, aux institutions, à la religion, aux arts, aux sciences, au costume, au mobilier, à la guerre, à la marine, aux métiers, au monnaies, poids et mesures, etc., etc., et en général à la vie publique et privée des anciens. 10 Bände. Hachette, Paris 1877–1915.